# Saint-Pierre-de-Vassols
Saint-Pierre-de-Vassols é uma comuna francesa na região administrativa da Provença-Alpes-Costa Azul, no departamento de Vaucluse. Estende-se por uma área de 4,93 km². Em 2010 a comuna tinha 529 habitantes (densidade: 107,3 hab./km²).